# Protoschinia scutosa
Schinia scutosa là một loài bướm đêm trong họ Noctuidae.

## Hình ảnh

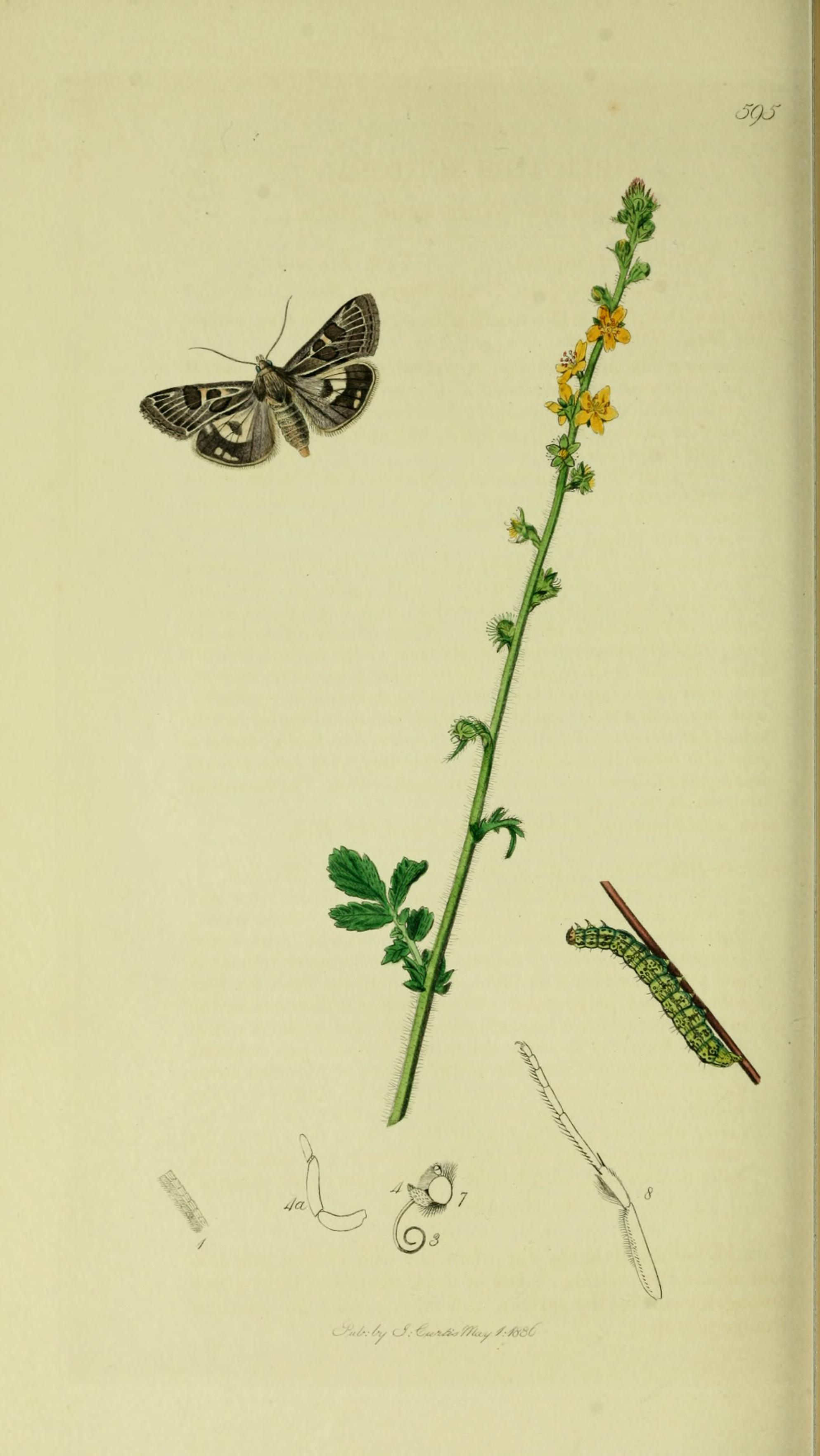
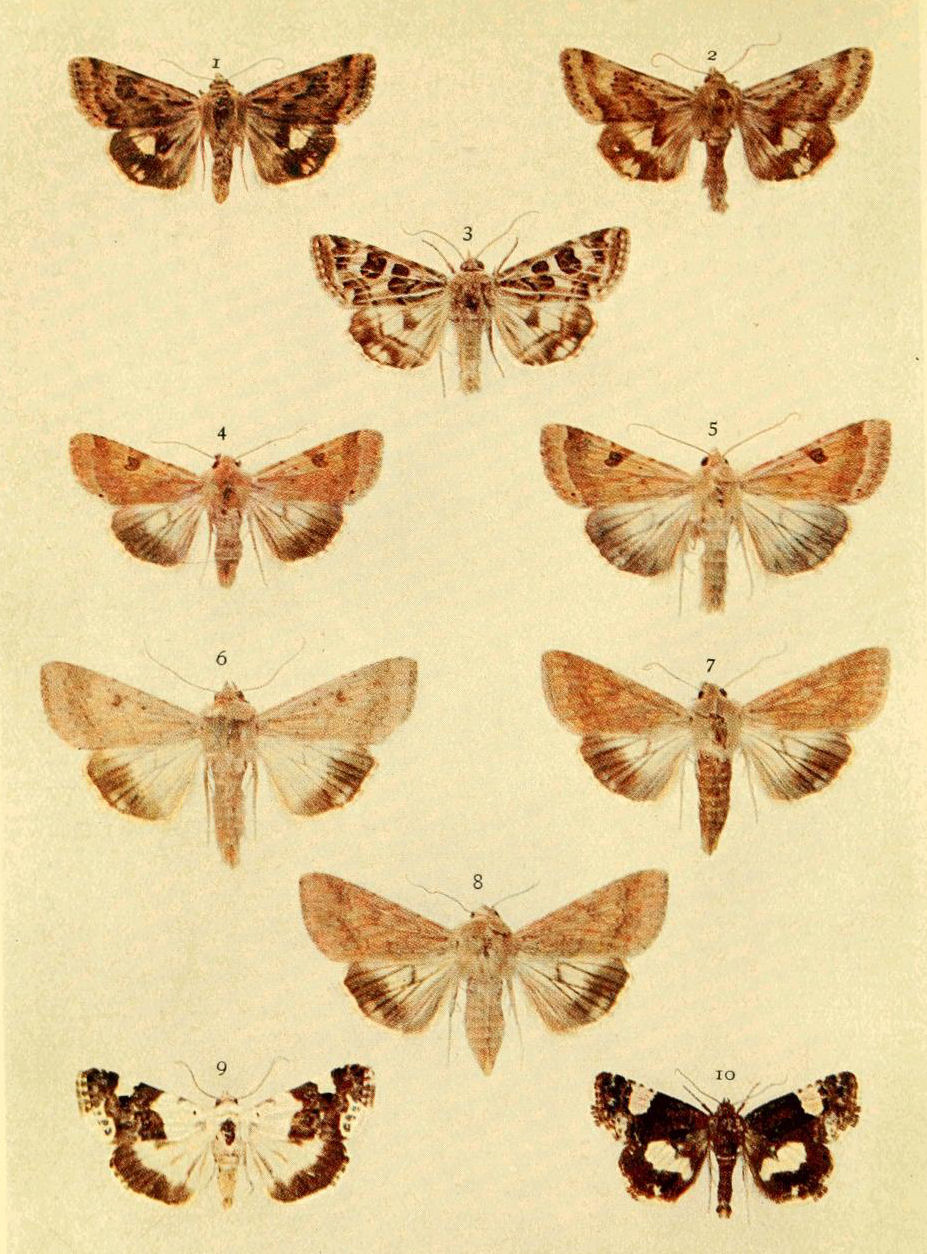